# هان شو (بازیکن بسکتبال)
هان شو (انگلیسی: Han Xu؛ زادهٔ ۳۱ اکتبر ۱۹۹۹) بازیکن بسکتبال زن اهل چین است.
وی در مسابقات کشوری و بین‌المللی در مجموع برندهٔ ۳ مدال طلا، ۲ مدال نقره شده‌است.